# Dzhuluïta
La dzhuluïta és un mineral de la classe dels òxids, que pertany al grup de la bitikleïta. En ser descoberta va ser anomenada bitikleïta-(SnFe), però segons la nova nomenclatura del supergrup dels granats no s'han d'utilitzar els sufixos per anomenar minerals d'aquest supergrup. El nom es va canviar a l'actual, rebent-lo del mont Dzhuluite, situat a prop de la localitat tipus.

## Característiques
La dzhuluïta és un òxid de fórmula química Ca₃SbSnFe₃3+O₁₂. Va ser aprovada com a espècie vàlida per l'Associació Mineralògica Internacional l'any 2011. Cristal·litza en el sistema isomètric.

## Formació i jaciments
Va ser descoberta al mont Lakargi, dins la caldera Verkhnechegemskaya, a la república Kabardino-Balkària (Rússia). Es tracta de l'únic indret de tot el planeta on ha estat descrita aquesta espècie mineral.